# Butheoloides
Butheoloides es un género de escorpiones de la familia Buthidae descrito por Hirst en 1925.

## Especies
Los siguientes son los nombres científicos de las diferentes especies que componen el género Butheoloides; a la derecha de éstos están los apellidos de sus descubridores y el año en que fueron descubiertas.
- B. annieae, Lourenço, 1986;
- B. aymerichi, Lourenço, 2002;
- B. charlotteae, Lourenço, 2000;
- B. cimrmani, Kovarik, 2003;
- B. hirsti, Lourenço, 1996;
- B. maroccanus, Hirst, 1925;
- B. milloti, Vachon, 1948;
- B. monodi, Vachon, 1950;
- B. occidentalis, Lourenço, Slimani & Berahou, 2003;
- B. polisi, Lourenço, 1996;
- B. schwendingeri, Lourenço, 2002;
- B. wilsoni, Lourenço, 1995.

- Datos: Q2928864